# Jean-René Sigault
Jean-René Sigault (né en 1738) est un chirurgien français.

## Biographie
Né à Dijon, il étudie la médecine à Angers et s'intéresse à l'obstétrique et à l'opération de la symphyse pubienne que Séverin Pineau avait proposée en 1597. Il soutient sa thèse sur ce sujet en 1773 sous le titre An in partu contra natura sectio symphyseos ossium pubis sectione caesarea promptior et tutior.
S'étant installé à Paris, il réalise avec succès sa première symphyséotomie en 1777, si bien que la Faculté de médecine de Paris ordonne d'imprimer sa thèse et fait frapper une médaille à son honneur.